# Beto Satragni
Luis Alberto Beto Satragni (Canelones, 27 de agosto de 1955-Montevideo, 19 de septiembre de 2010) fue un músico, compositor y bajista uruguayo.

## Biografía

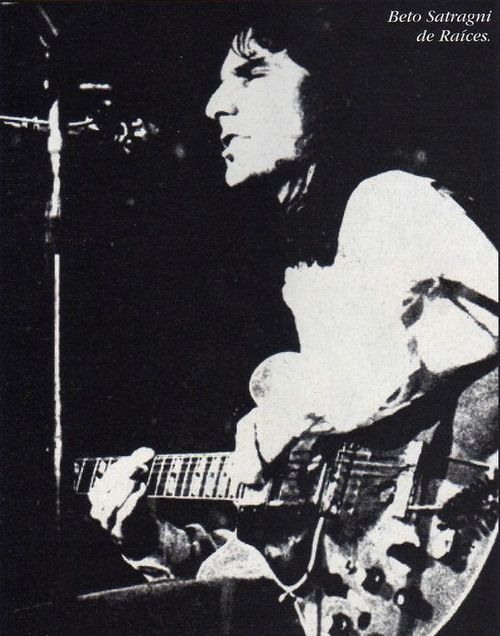
Fotografía aparecida en la revista argentina Pelo, del músico uruguayo Beto Satragni, integrante en ese momento del grupo Raíces.

Tocó gran parte de su vida en Argentina, como bajista en bandas del movimiento de Rock nacional.
Durante los años '70, forma junto a Roberto Valencia la banda Raíces, grupo de candombe-rock, del cual formó parte Andrés Calamaro. Como líder de Raíces, su foto fue tapa de la revista especializada Expreso Imaginario.
El nombre de Satragni fue pensado como posible reemplazante de Pedro Aznar en Serú Girán, cuando el bajista se fue a estudiar a Berklee.
Hacia 1983, formó un dúo con Oscar Moro: Moro-Satragni, y editaron un disco homónimo, con vocalistas invitados como Charly García, David Lebón y Luis Alberto Spinetta. 
Al abandonar ese grupo, se sumó a Spinetta Jade y, en 1983, a la banda de David Lebón. En 1985 integró la banda de Ruben Rada.
En 1986 se suma a Hector Starc y forman "El 60" de escasa repercusión.
Con Spinetta tocó "El rey lloró" (cover de Los Gatos) en el recital Spinetta y las Bandas Eternas, que repasaba toda la carrera de Spinetta y sus grupos, ofrecido en diciembre de 2009, pues Beto fue parte de Spinetta Jade.
Además, colaboró con músicos argentinos como Moris, Lito Nebbia, Miguel Abuelo, León Gieco, Sandra Mihanovich y el uruguayo Osvaldo Fattoruso, entre otros.

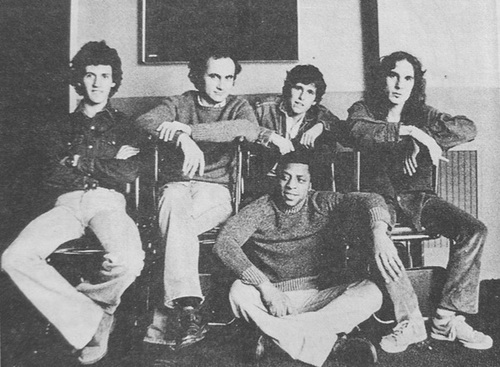
Grupo Raíces: Cuadro, Bengolea, Andrés Calamaro, Beto Satragni y Jimmy Santos, 1980.

## Retorno a Uruguay
Beto retornó en 2002 a Canelones y se radicó en Bello Horizonte, para luego formar la banda Montevideo Grouve en 2006. Satragni fue impulsor de la movida "Emergentes" en la Costa de Oro uruguaya, un encuentro de bandas locales que en 2012 celebró su tercera edición, en la cual la banda La Tercera Expedición le brindó un emotivo homenaje al interpretar una de sus canciones.
Complicaciones de salud desencadenaron su muerte, el 19 de septiembre de 2010.

## Discografía básica
| Disco                       | Banda         | Año  | Tipo    |
| --------------------------- | ------------- | ---- | ------- |
| B.O.V.dombe                 | Raíces        | 1978 | Estudio |
| Los Habitantes de la Rutina | Raíces        | 1980 | Estudio |
| Alma de diamante            | Spinetta Jade | 1980 | Estudio |
| Moro-Satragni               | Moro-Satragni | 1983 | Estudio |
| El 60                       | El 60         | 1987 | Estudio |
| Ecológico                   | Solista       | 1991 | Estudio |
| Empalme                     | Raíces        | 1995 | Estudio |
| Ey Bo Road                  | Raíces        | 1997 | Estudio |
| Raíces, en vivo             | Raíces        | 1999 | Vivo    |
| Raíces, 30 años             | Raíces        | 2008 | Estudio |